# 矢取島

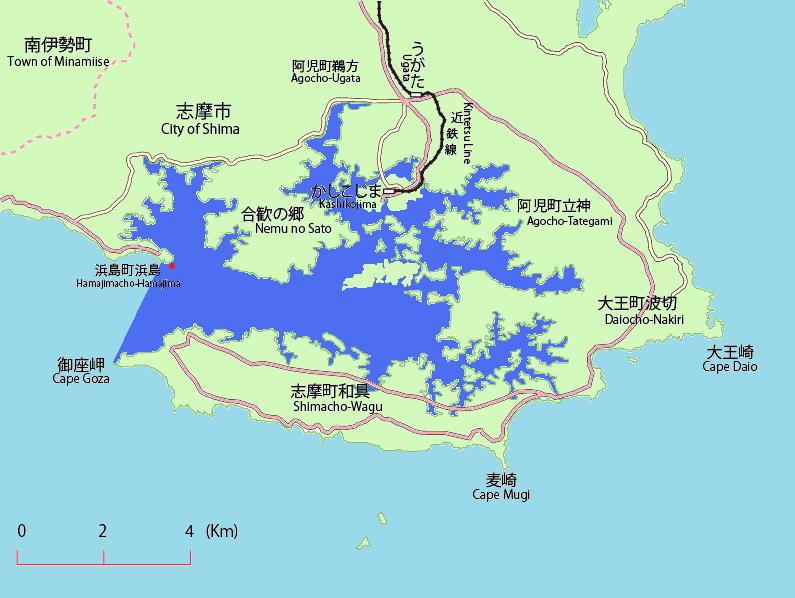
矢取島の位置（浜島町浜島の先端の赤い島）

矢取島（やどりじま）は、三重県志摩市浜島町浜島458にある無人島。豊玉姫を祀る那都珂志社（なつかししゃ）があったが、1907年（明治40年）9月16日に他7社とともに宇気比神社に合祀された。
浜島港の拡張工事により、突堤で本土と陸続きになった。

## 島名の由来
怪物を退治した彦火火出見命（ヒコホホデミノミコト）と龍宮から来た豊玉姫命が出会った島を「宿島」（やどりじま）と呼んだという伝承に由来するという。
『日本書紀』の豊玉姫命伝説と同様に彦火火出見命は出産直後の豊玉姫命を見てしまう。正体が龍と知られてしまった豊玉姫命は子を残して龍宮へ帰ってしまったが、わが子への矢文を豊玉姫命がこの島へ届けたので矢取島と呼ばれるようになったともいう。

## 地理
一般に「矢取島」と呼ばれるのは突堤で陸続きになった大矢取島である。付近には小矢取島が存在するほか、「渡瀬」と呼ばれる岩礁が見られる。大矢取島には植生が見られるが、小矢取島・渡瀬には見られない。
- どちらの矢取島も海食岸礁であり、干潮時は奇岩・奇礁が見られる[5]。
- 地質学的には中生代の地層である松尾層群に属し、砂岩・礫岩・泥岩等から構成される。特に小矢取島はマンガン鉄鉱床の露頭となっている[5]。
- 大矢取島は大潮の際に島を一周することができ[1]、突堤の左側（島の北東部）に礫の浜が現れる。それ以外は岩場である。
- 島には灯台が設置されていた。

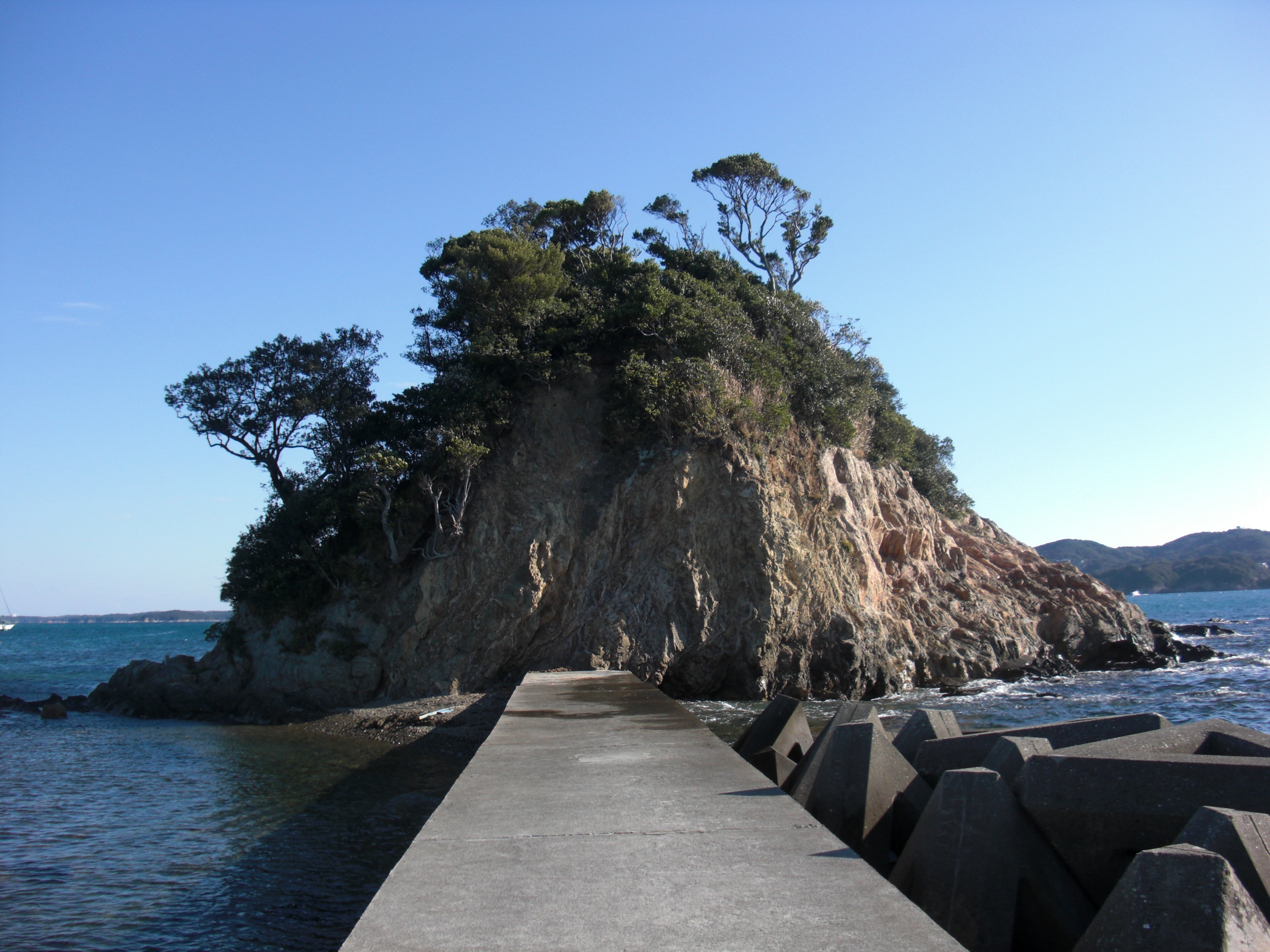
大矢取島
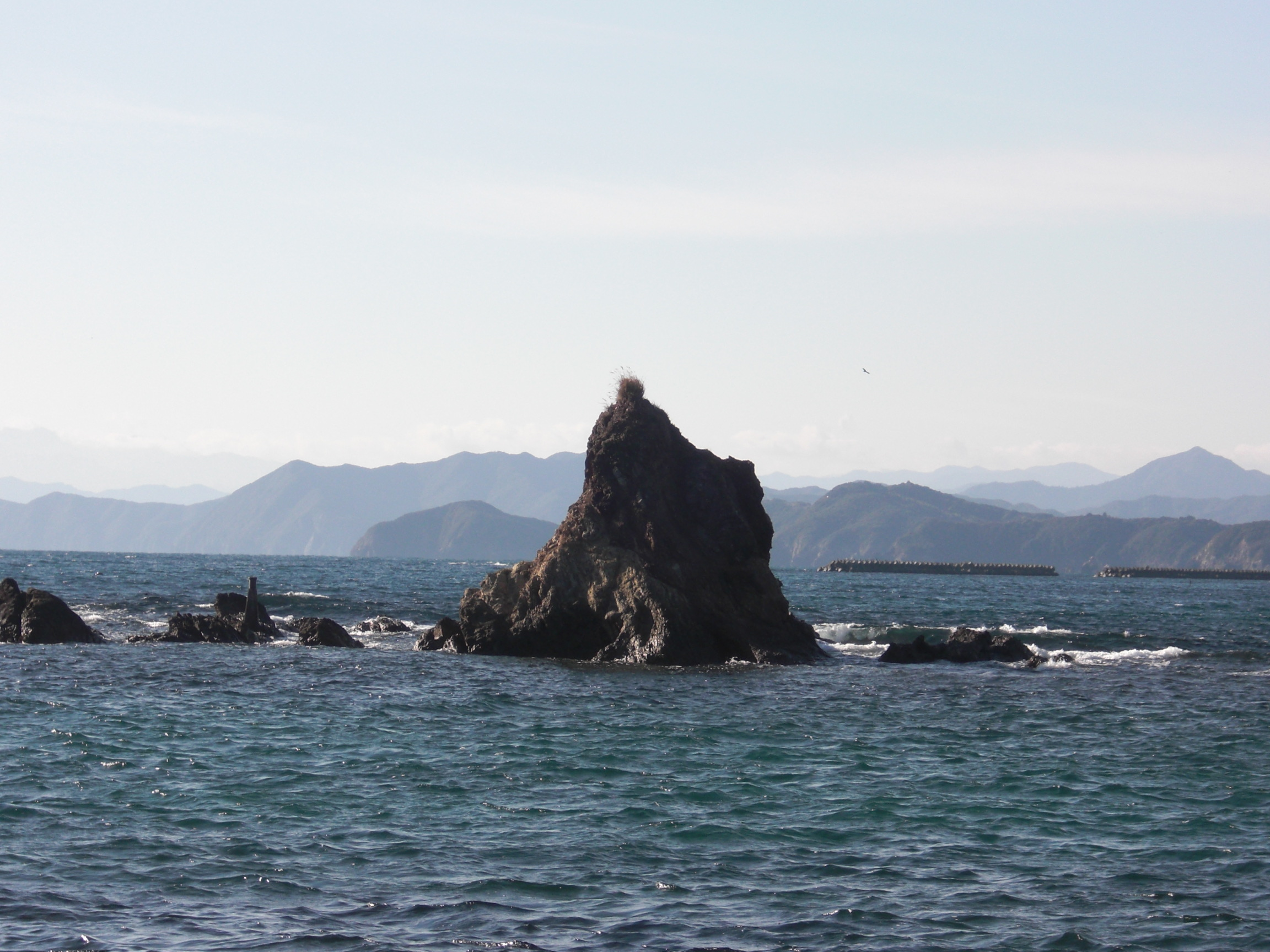
小矢取島
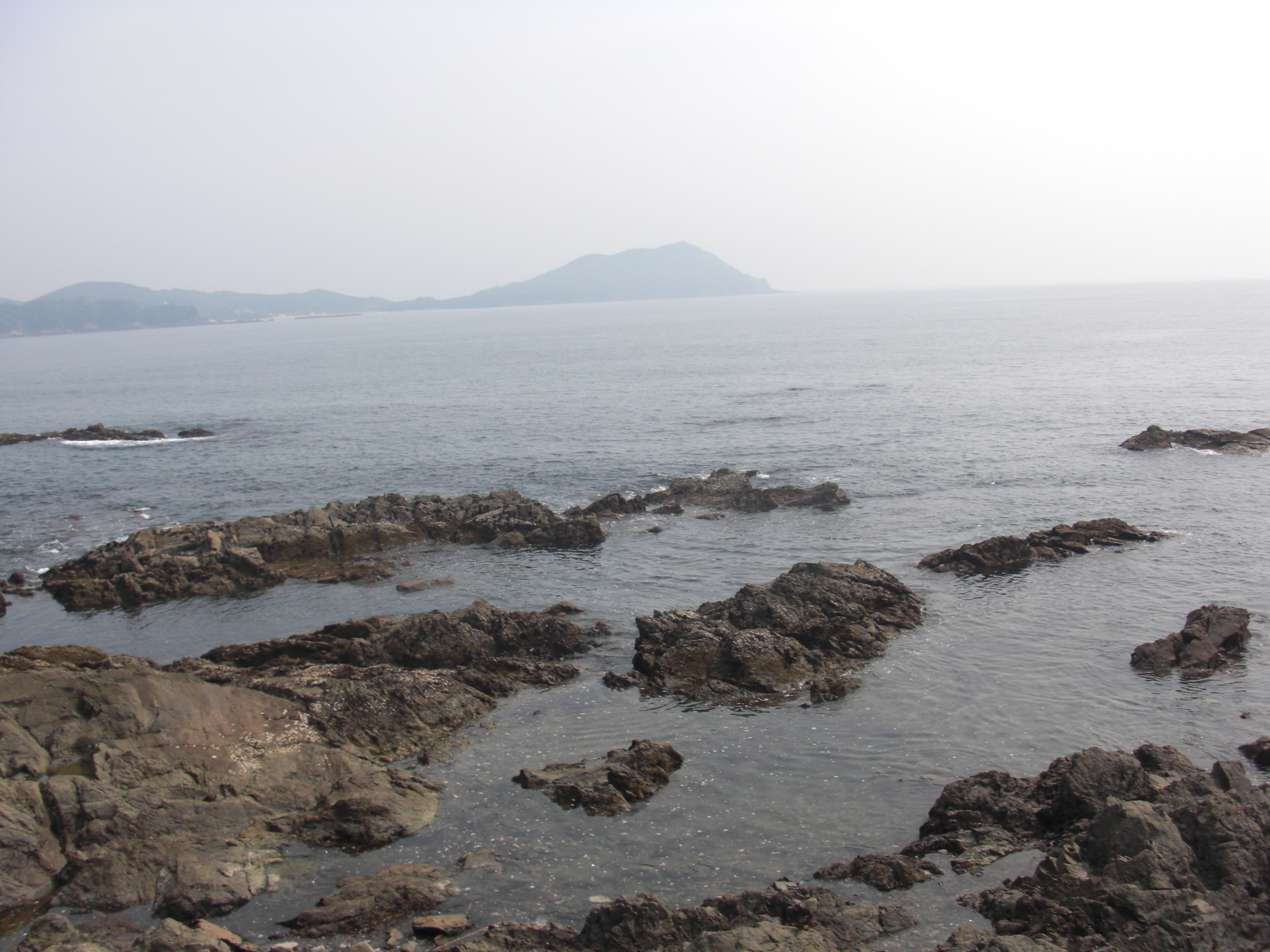
渡瀬
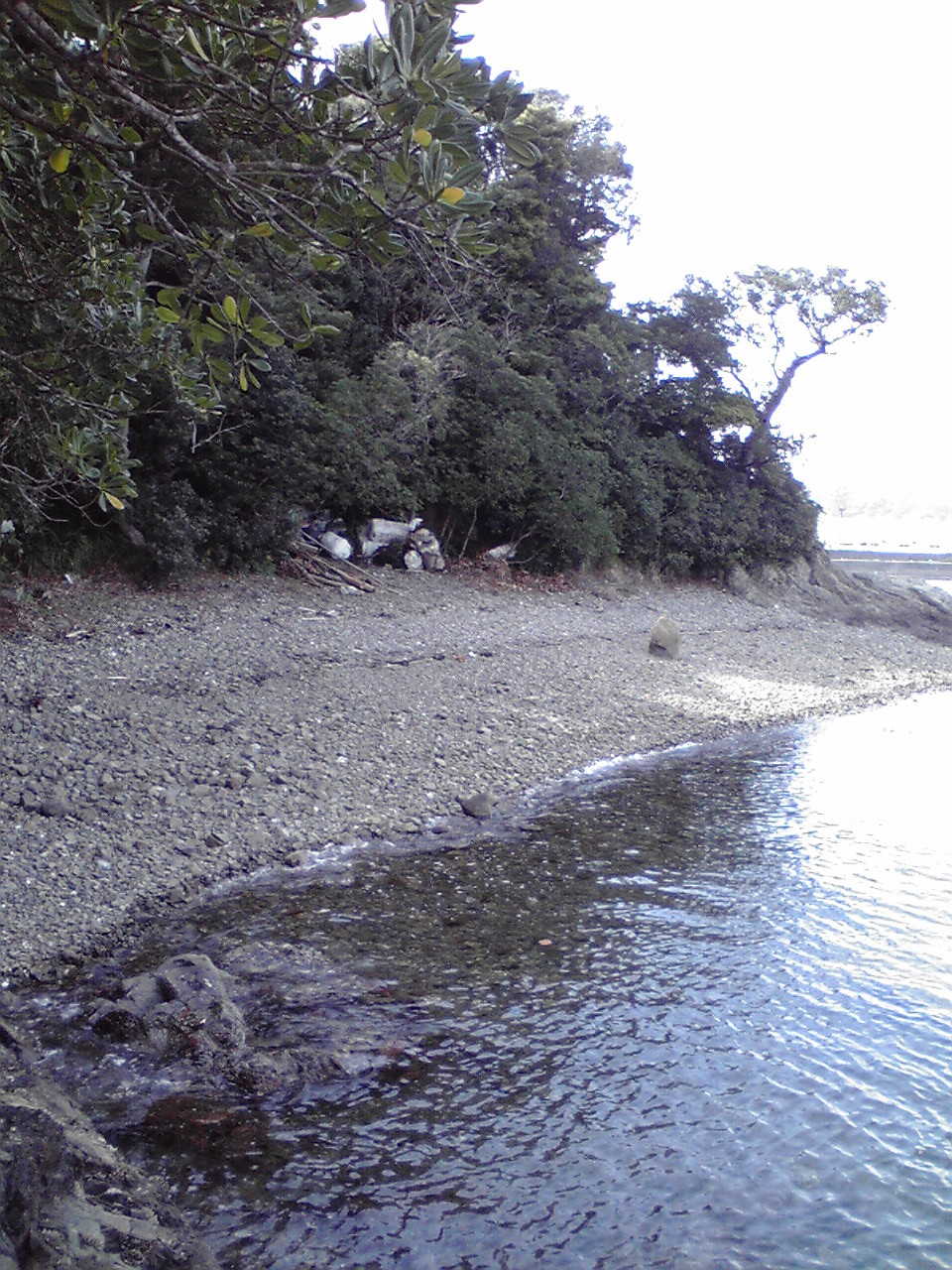
大矢取島の黒い礫浜

## 生物群
磯にはカキ・カメノテ・ヒジキ・フジツボ・フノリなどが生息し、生物多様性に富む。

## 浜島港灯台

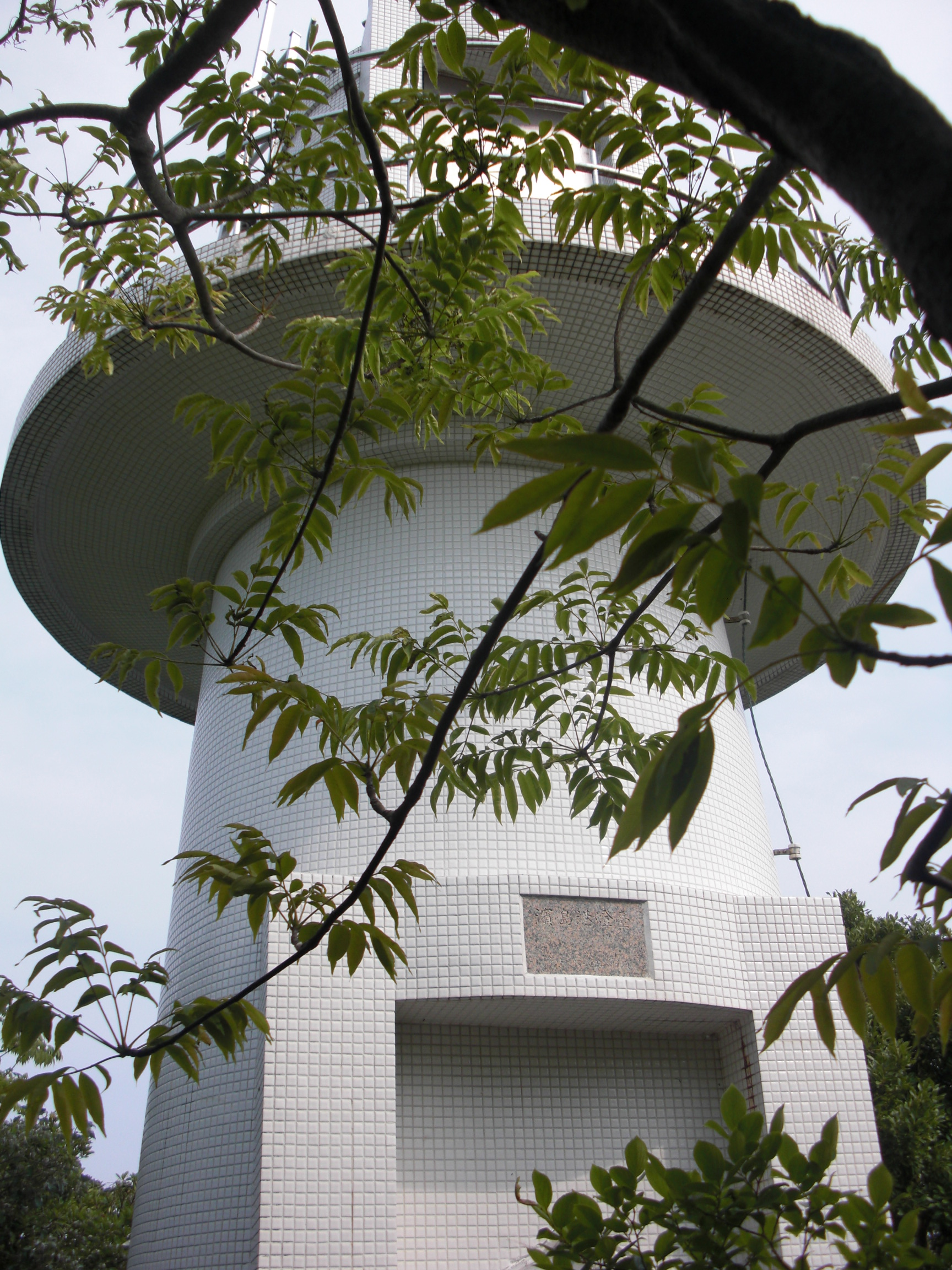
浜島港灯台

矢取島の最高標高点付近に浜島港灯台（はまじまこうとうだい）が設置されている。1955年（昭和30年）3月30日に初点灯し、2010年（平成22年）9月に廃止された。塔高は8.7m。
現役時代は4秒に1度閃光を発し、光達距離は10海里であった。2011年（平成23年）6月現在、灯台はそのまま残っている。干潮時に堤防の左側に現れる礫浜の右手にある小さな獣道を登ると灯台に達することができる。

## 交通
近鉄志摩線鵜方駅より三重交通バス宿浦行き乗車、「浜島」下車、徒歩25分。